# Sclerotinia brunneocarpa
Sclerotinia brunneocarpa är en svampart som beskrevs av F.T. Benn. Sclerotinia brunneocarpa ingår i släktet Sclerotinia och familjen Sclerotiniaceae.   Inga underarter finns listade i Catalogue of Life.